# Blanche de Bouillon
Blanche de Bouillon is een Belgisch bier. Het wordt gebrouwen door Brasserie de Bouillon te Sensenruth, een deelgemeente van Bouillon.
Blanche de Bouillon is een witbier met een alcoholpercentage van 5,5%. Het etiket is een combinatie van een foto van het kasteel van Bouillon met daarvoor vrouwelijke stripfiguur, gebaseerd op een aquarel van Nathalie Louis (samen met Jacques Pougin eigenaar van de brouwerij) in uitdagende kledij, door kunstenaar Roswell.